# Alice Cooper (zespół muzyczny)
Alice Cooper – amerykański zespół wykonujący muzykę z pogranicza rocka i heavy metalu. Powstał w 1964 roku w Phoenix w stanie Arizona. Skład grupy utworzyli wokalista Vince Furnier, gitarzyści Glen Buxton i Michael Bruce, basista Dennis Dunaway oraz perkusista Neal Smith.
W 1975 roku po rozwiązaniu zespołu Vince Furnier zaadaptował nazwę Alice Cooper jako swój pseudonim oraz podjął solową działalność artystyczną. Natomiast pozostali członkowie utworzyli zespół pod nazwą Billion Dollar Babies. W latach późniejszych (1999, 2010, 2011, 2015) grupa Alice Cooper czterokrotnie wznawiała działalność dając jednorazowe występy.

## Dyskografia
| Pretties for You            | - Data: czerwiec 1969 - Wydawca: Straight Records         | 193 | —  |                        |
| Easy Action                 | - Data: marzec 1970 - Wydawca: Straight Records           | –   | —  |                        |
| Love It to Death            | - Data: luty 1971 - Wydawca: Straight Records             | 35  | 28 | - USA: platynowa płyta |
| Killer                      | - Data: listopad 1971 - Wydawca: Warner Bros. Records     | 21  | 27 | - USA: platynowa płyta |
| School’s Out                | - Data: czerwiec 1972 - Wydawca: Warner Bros. Records     | 2   | 4  | - USA: platynowa płyta |
| Billion Dollar Babies       | - Data: 25 lutego 1973 - Wydawca: Warner Bros. Records    | 1   | 1  | - USA: platynowa płyta |
| Muscle of Love              | - Data: 20 listopada 1973 - Wydawca: Warner Bros. Records | 10  | 34 | - USA: złota płyta     |
| The Revenge of Alice Cooper | - Data: 25 lipca 2025 - Wydawca: Warner Bros. Records     |     |    |                        |
| "—" album nie był notowany. |                                                           |     |    |                        |